# Germaine Guérin Dirique
Germaine Guérin Dirique, née  le 1er août 1901 à Pont-à-Celles et morte en mars 1945, est une résistante belge de la Seconde Guerre mondiale.

## Présentation
Germaine Dirique épouse Louis Guérin en 1926. Le couple s'installe d'abord à Gand, puis à Schaerbeek en 1937, avec leur fils Jean, au 47 de la rue Lefrancq. Juste en face de leur domicile, sont implantés alors les locaux du parti fasciste Rex mené par Léon Degrelle. On l'aperçoit régulièrement à son bureau, depuis les fenêtres des Guérin.
En mai 1940, les armées allemandes entrent en Belgique.
On ignore précisément la date et les circonstances de l'engagement de Germaine Guérin dans la résistance. Il semble en tout cas qu'elle est active dès mai-juin au sein d'un embryon de réseau dirigé par Edgard Lefèvre et dont la mission consiste à s'occuper "du passage d'hommes en Angleterre": soldats britanniques restés en zone ennemie depuis l'évacuation de Dunkerque, Belges désirant poursuivre le combat depuis l'étranger. Il semble également que le réseau se livre à la collecte de renseignements auprès des forces d'occupation : Germaine Guérin parle allemand et est régulièrement au contact de soldats de la Wehrmacht (En 1940, elle dirige un commerce de lingerie féminine à Bruxelles).
Le domicile familial, rue Lefrancq, sert ainsi de relais et d'hébergement pour les soldats alliés avant d'être évacués. Trois Britanniques (Harry Dandoo, de la Royal Air Force ; Charley Wright, du 5th Inniskilling Dragoon Guards et Fred Ludlouw, un artilleur) y sont encore cachés lorsque la police allemande surgit à l'aube du 15 décembre 1940. Germaine et sa mère, Marie Ramboux, sont arrêtées et conduites rue Traversière puis à la prison de Saint-Gilles. Jean Guérin, laissé sur place, parviendra à conduire les trois Anglais jusqu'à une autre cache, avenue Rogier.
Germaine Guérin comparait devant deux tribunaux successifs, avec d'autres membres du réseau : le premier procès a lieu le 12 février 1941 conduit par la Wehrmacht. Edgard Lefèvre et Germaine Guérin est condamnée à mort et à 10 ans de travaux forcés. Le second procès, plus médiatisé par les journaux de l'époque se tient au Palais de Justice de Bruxelles le 8 avril. Mené sous l'autorité cette fois de la Luftwafe, il confirme les peines de mort précédemment prononcées (voir article ci-dessous). La règle voulant encore à l'époque que seuls les hommes peuvent être exécutés, la condamnation de Germaine Guérin est commuée en travaux forcés à perpétuité.
Reconduite à Saint-Gilles, Germaine Guérin y est internée jusqu'au 6 septembre 1941, date à laquelle elle est transférée à la prison de Forest. Le 16 février 1942, elle est emmenée sous escorte militaire jusqu'à la gare du Nord pour le transport 205 de la Reich-Band vers l'Allemagne où elle est détenue d'abord à la prison de Anrath-Krefeld. Puis, le 3 décembre 1942 elle est enregistrée à la prison de Lübeck-Lauerhof où elle est détenue durant dix-sept mois. Ol semble que ce soit à partir de juillet 1943 qu'elle y soit rejointe par un groupe de détenues françaises parmi lesquelles se trouvent les femmes du Groupe du musée de l'Homme, de Paris : Yvonne Oddon, cofondatrice du mouvement, Sylvette Leleu, Germaine Tillion et Alice Simmonet, arrêtées successivement à partir de janvier 41. Ce réseau s’est constitué sensiblement à la même époque que le réseau belge de Germaine Guérin.
Le 9 mai 1944, elles sont envoyées au bagne de Cottbus, au sud est de Berlin. Sylvette Leleu y partage la cellule de Germaine Guérin.
Le 22 novembre 1944, un Transport Spécial évacue ces femmes à nouveau, cette fois à destination du camp de concentration de Ravensbrück.
Le 23 novembre, Germaine Guérin y est immatriculée "N.N." (Nacht und Nebel : Nuit et brouillard) sous le numéro 86342.
Cette date correspond à la pire période du camp, totalement surpeuplé, aux conditions de survie plus effroyables que jamais.
Epuisée et bientôt atteinte du typhus qui fait des ravages dans le camp, Germaine Guérin décède au revier le 12 janvier 1945 ou février-mars 1945.
Son nom figure sur le monument commémoratif du Tir national de Schaerbeek.

## Le réseau et ses inconnues
On ignore la genèse du réseau de résistance "bruxellois" dont fait partie Germaine Guérin : Il est très possible qu'elle en soit un des membres fondateurs, avec Lefèvre, qui le dirige. Ils sont, quoi qu'il en soit, considérés tous deux comme les plus conscients du caractère subversif de leurs activités, ainsi qu'en témoigne le compte-rendu du jugement qui les condamne tous deux à mort. On est en droit de s'interroger sur les liens éventuels qui pouvaient exister, jusqu'à décembre 1940, avec la petite organisation de résistance à laquelle appartient Andrée de Jongh, elle-même de Schaerbeek. Cette même organisation est démantelée à la même époque que celle de Germaine Guérin. À moins qu'il ne s'agisse du même réseau, bien qu'il ne soit fait nulle part mention de "Dédée" de Jongh dans les archives Guérin ?
Le dossier sur G. Guérin conservé aux Archives Royales de Belgique et les sources des archives Guérin permettent de cerner assez bien les activités de celle-ci jusqu'au 1(décembre 1940 :
Diffusion de journaux clandestins; recollection et fourniture de renseignements; exfiltration de soldats et civils vers l'Angleterre via la France et l'Espagne.

## Compte-rendu de presse du procès du 8 avril 1941
Conseil de guerre de Bruxelles 
TREIZE BELGES AVAIENT CACHE DES SOLDATS ANGLAIS : DEUX CONDAMNATIONS A MORT
Le Conseil de guerre, siégeant au Palais de Justice de Bruxelles, a entendu lundi, au cours d’une audience qui a duré plus de 7 heures consécutives, 13 sujets belges accusés d’avoir contrevenu gravement aux arrêtés de l’autorité allemande, interdisant l’aide, tant en nourriture qu’en gîte, à des soldats anglais pouvant encore se trouver en territoire occupé.
Les 13 prévenus étaient répartis en deux groupes : celui de Flobecq, se composait des nommés Albert Cabreau, René Cabreau, Victoria Paulet, Denise Van der Stichelen et Renilde Hannecart. Celui de Bruxelles, dont la direction était confiée au nommé Edgard Lefèvre, comprenait, outre l’épouse de ce dernier, Godelieve Lefèvre, Germaine Guérin, Simone Robinson, Flora Brocart, Herman Lévy et sa femme Marie.
 À l’audience, deux jeunes filles, Francine Hannecart et Lucie Menard, que divers témoignages accusent d’avoir négligé de signaler la présence d’Anglais à Flobecq, ont été également mises en prévention.
L’histoire est en soi fort simple : quatre soldats anglais, qui s’étaient au préalable débarr1assés de leurs uniformes, avaient trouvé un refuge dans les bois entourant Flobecq. Les inculpés du premier groupe venaient les visiter tous les jours et leur apporter de la nourriture.
Lorsque vinrent les premières rigueurs du froid, ils les abritèrent dans leur demeure.
C’est alors qu’intervint Lefèvre, qui organisa le déplacement des Anglais à Bruxelles.
La plupart des inculpés étaient en aveux sur la matérialité des faits. Ils ont fait valoir cependant qu’ils auraient été entraînés par des tierces personnes et que, en réalité, ce n’était que la pitié qui les inspirait.
Ils ont déclaré en outre n’avoir jamais eu connaissance des ordonnances régissant cette matière.
Après un interrogatoire minutieux qui a duré plusieurs heures, l’auditeur militaire a pris la parole pour déclarer que le tribunal de guerre se trouvait en présence d’une organisation dont les actions ont été dirigées à la fois contre l’esprit des arrêtés allemands et les intérêts de l’armée d’occupation.
Se basant sur une jurisprudence de guerre qui est la même dans tous les pays du monde, il a requis des condamnations sévères allant jusqu’à la peine de mort pour les frères Cabreau, Edgard Lefèvre et Marie (sic) Guérin.
Le Dr Bosse, chargé de défendre les inculpés, a développé la thèse selon laquelle ils auraient pu croire qu’il s’agissait d’aventuriers ayant cherché refuge dans les bois. Ils leur auraient donné des vivres pour précipiter la date de leur départ.
L’avocat a demandé au président de conseil de guerre de bien examiner les faits et de prendre en considération que la plupart des inculpés sauf sans doute Lefèvre et Marie Guérin, ont agi par ignorance, sans bien se rendre compte de la gravité de leurs actions.
Après une courte délibération, le Conseil de guerre a prononcé son jugement :
Edgard Lefèvre a été condamné deux fois à la peine de mort et à 10 ans de travaux forcés. Marie Guérin a été condamnée à mort et à 10 ans. Robinson à 8 ans, les frères Cabreau chacun à 5 ans, Paulet, Van der Stichelen, Mathilde et Renilde Hannecart à 3 ans. Denise Van der Stichelen, à 2 ans. Godelieve Lefèvre, Flora Brocart, Francine Hannecart et Lucie Menard, chacune à 1 an.

## Procès Onrath
En juillet 1942, les actes du procès de Louise Onrath par le Conseil de guerre du Luftgau Belgique-Nord de la France, font diverses références à Germaine Guérin :
" Par son activité professionnelle, l'accusée (L.Onrath) fit pendant l'automne de 1940, la connaissance de Germaine GUERIN, vendeuse dans la maison "Lindor" chaussée de Louvain. celle-ci a également été condamnée à mort lors du procès antérieur du chef de participation au recrutement de belges pour l'Angleterre. Lors de la conversation, concernant la possibilité d'importation de marchandise de la France, l'accusée eut l'impression que Mad. GUERIN était bien renseignée au sujet des moyens et de l'itinéraire, pour passer des personnes en territoire non occupé".

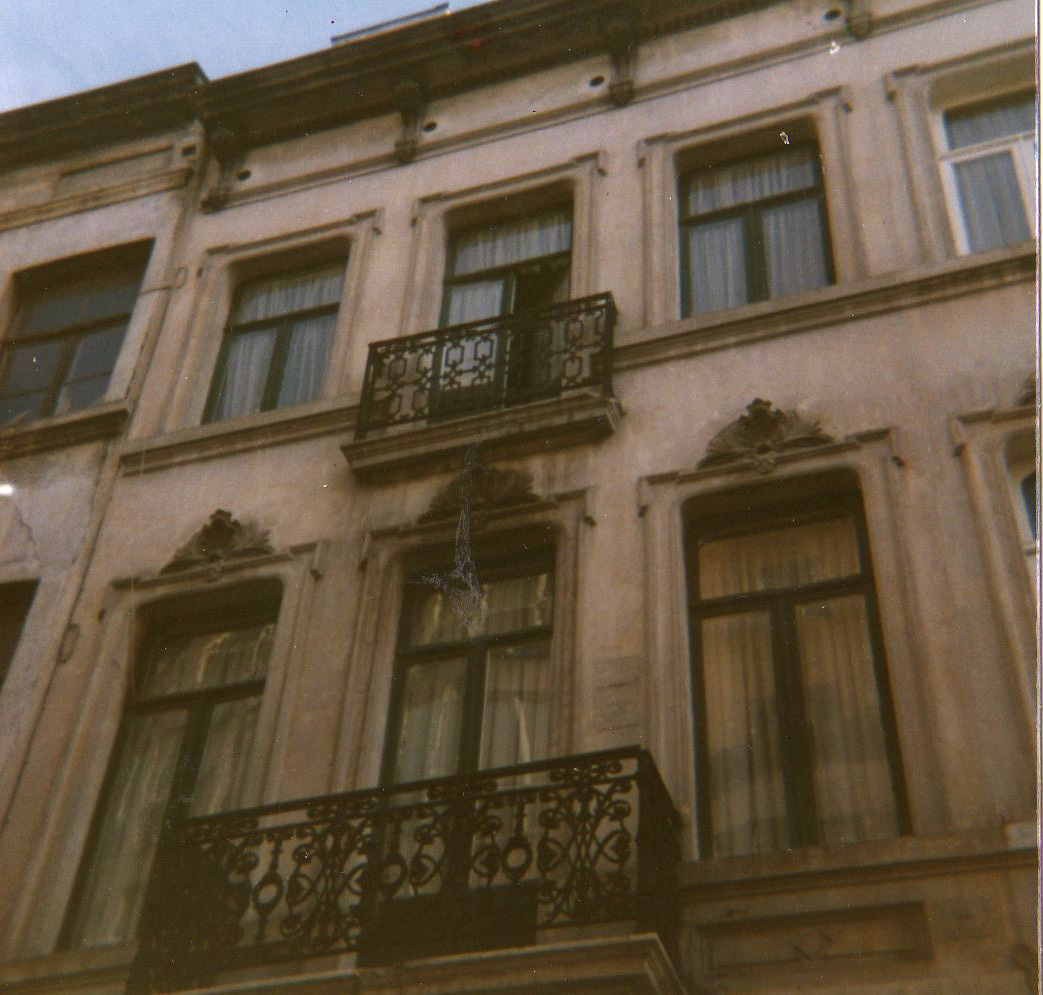
47 rue Lefrancq